# 치비우사

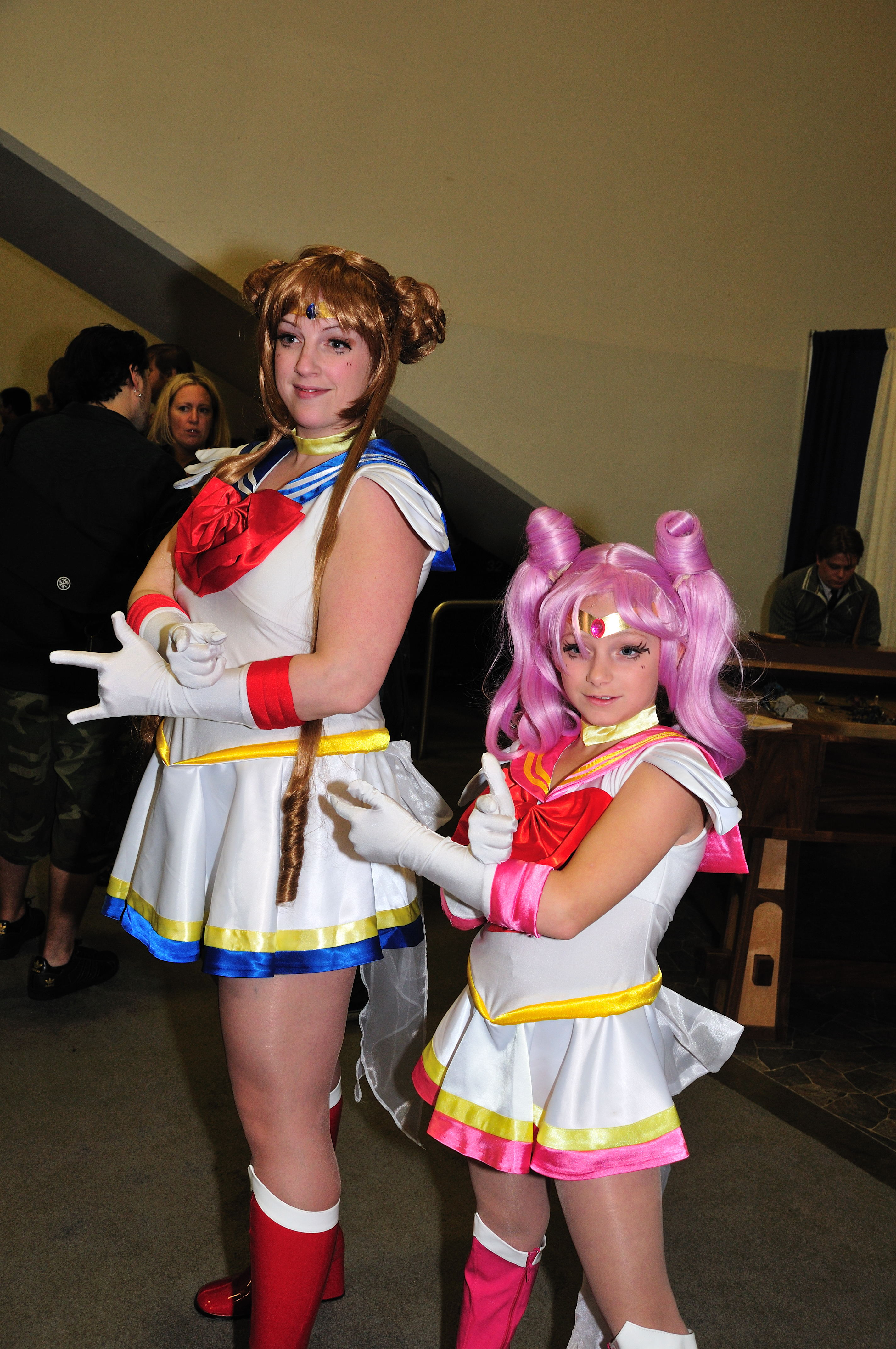

치비우사(ちびうさ)(국내명: 꼬마세라)는 타케우치 나오코의 만화작품 《미소녀전사 세일러문》에 등장하는 가공의 인물이다. TV 애니메이션판에서 목소리를 연기한 성우는 일본에서 아라키 카에와 후쿠엔 미사토(Crystal), 한국에서 김수경(KBS), 이유리(대원방송)이다.

## 인물
네오 퀸 세레니티(츠키노 우사기)와 킹 엔디미온(치바 마모루)의 딸. 풀네임은 우사기 스몰레이디 세레니티. 30세기(크리스탈 펠리스)에서 자신의 엄마인 우사기가 있는 20세기로 왔다. 변환 자재의 미래 아이템 루나 P 볼을 소지. 등장당초 이 볼을 끼고 세일러 플루토와 연락을 취하였었다. 또 볼을 튀기는 것으로 특징적 능력을 발휘하여, 우사기의 양친이나 형제를 세뇌시켜 자신의 가족으로 인지시키거나, 《루나 P 변화》로 칭하여 다른 것으로 모습을 바꾸기도 한다. 또 외견, 성격은 모친을 닮아 확실히 자기 주장이 강한 타입.
원작에서는 최초 대 보스 퀸 베릴과 퀸 메탈리아를 쓰러트린 회의 말미페이지에 등장. 평상시의 우사기와 마모루를 장난감 총으로 협박해서 《환상의 은수정》을 요구하는 충격적인 전개를 보였다. 애니판에서는 R 전반 2쿨에서의 애니 오리지널 《엘런과 앤 편》의 후에 등장하고 《치비우사 편》이 된다. 또, 실사판에서는 등장하지 않는다.(대신 루나가 세일러 전사로 변신하는 세일러 루나의 모습이 치비우사류인 탓에 실사판에서 그녀가 치비우사 대신인듯 하다.)
핑크머리를 우사기와 같은 상투가 붙은 트윈테일로 셋트되어 있는데, 상투가 뾰족해져, 당고(경단)이라 하긴 어렵다. 스몰 레이디로도 불린다. (블랙 문에서는 Rabbit(래빗)으로 불린다.) R의 종반에서 블랙 문의 와이즈맨에 의해 세뇌당한다. 그리고, 우사기들의 연령을 조금 웃도는 어른 모습으로 변신당해, 블랙 레이디로 세일러 전사들의 적이 되고 말지만, 최종적으로 네오 퀸 세레니티로 변한 세일러 문의 은수정의 힘에 구출 받는다. (원작에서는 데이먼드를 멈추기 위해 금기인 시간 정지를 행사한 플루토가 절명한 것을 보게 되며 세뇌가 풀려, 원 모습으로 돌아온다.) 한번은 30세기로 돌아가는데, S (원작에선 제 2부 마지막에 가깝다) 중반부터, 네오 퀸 세레니티에게 진짜 친구 찾기와 세일러 전사의 수업의 과제를 받고, 다시 20세기로 돌아온다. 조금 성장한 치비우사는, 자신이 만들어낸 은수정을 브로치에 담아, 세일러 전사 견습 세일러 치비 문(한국명 꼬마 세일러 문)으로 변신하여, 싸움에 참가하게 된다. 또 변신을 하면 조금은 성장해 자란다는 설정이 있다. (세일러문 설정자료집에서) SuperS에서는 준주인공으로, 슈퍼 세일러 치비 문으로 성장을 이룬다. 변신, 등장의 뒷배경도 우사기와 한 묶음이 되었다. 4기가 끝나고 다시 미래로 돌아가는데, 원작 5기 마지막에 성장한 자신의 수호천사 세일러 카르텟트와 함께 우사기들을 구하러 20세기에 도착한다.
주인공인 츠키노 우사기는 중학교 2학년인 주변 등장인물도 그와 가까운 연령설정인데, 이 치비우사의 등장에 의해 나카오시(연재잡지) 독자층, 특히 초등학생 저연령층 여아였기에 인기는 한번에 그녀에게 치우쳤다. 1994년에 나카요시지상에서 행해진 세일러문의 캐릭터 투표에선 주역 츠키노 우사기를 넘고 치비우사가 1위가 되었을 정도였다. 다만 이 집계에선 츠키노 우사기와 세일러문의 변신등 변신전과 후의 인격을 나누어 집계하여, 치비우사는 또 세일러 치비문이라는 설정이 없었으므로, 두단으로 나뉜 츠키노 우사기보다도 치비우사의 표가 결과적으로 이어진다 보면 될 듯하다. 또 설정연령이 낮기도 했고, 토모에 호타루와 함께 로리콘층도 많은 인기를 모았다.

## 세일러 치비 문
30세기의 달을 수호성으로 하는 세일러 전사 견습생. 애니에서 필살기는 멸력과 사정거리에 빠져, 게다가 가끔 불발한다. 세일러문과 같이 토끼 귀가 붙은 파렛타에 초음파증폭기를 내장. 대사는 "미래의 달을 대신해 벌해주겠다!". 인상색은 핑크색.

### 신분
- 스몰 레이디
- 쥬반 초등학생
- 세일러 치비 문
- 슈퍼 세일러 치비 문
- 블랙 레이디
- 프린세스 (애니메이션판)

### 아이템
- 변신 브로치
- 루나 P 볼
- 시공의 열쇠
- 핑크 문 롯드
- 전설의 성배(치비 문 칼리스, 원작 제 3기)
- 카레이도 문 스코프 (원작 제 4기, SS 극장판)
- 크리스탈 카리용
- 크라이시스 문 콤팩트
- 환상의 은수정(30세기)
- 스태리온 레이브
- 핑크 문 티어 (원작 제 5기)

### 변신주문
- 문 프리즘 파워 메이크 업!
- 크라이시스 메이크 업! (원작 제 3기)
- 문 크라이시스 메이크 업! (애니에선 우사기와 같이 변신)
- 핑크문 크리스탈 파워 메이크 업! (원작 제 5기)

한국판
- 달빛의 요정이여! 빛으로 얍!
- 루비 문 크리스탈 파워! 빛으로 얍! (애니에선 세라 같이 변신 구애니)

### 세일러 치비 문의 필살기
- 루나 P 체인지 루나 P 통통(한국)
  - 루나 P 볼을 여러 가지 물건으로 바꾸는 기술. 가끔 치비우사의 무기가 되기도 한다.
- 초음파공격(원작 제 4기, 애니 153화)
  - 세일러 문과 마찬가지로 세일러 치비 문의 감정이 불안정해지면 머리의 토끼 귀 모양에 달린 초음파증폭장치가 반응하여 고주파의 초음파를 발하여 상대를 꼼짝 못하게 만든다. 적 아군 가리지 않고 영향을 주기 때문에 공격기술로서는 그다지 도움이 되지 않는다.
- 문 프린세스 헐레이션 (원작 제 2기)
- 핑크 슈가 하트 어택 (별사탕이 요정이여! 반짝반짝 얍!)
  - 애니에서는 핑크 문 롯드에서 하트형 링을 날려 적에게 맞추는 기술로, 타 세일러 전사의 기술과 다르게 정화기는 아니고, 물리적공격(링에서 적에게 타격을 주는 기술)으로, 그 위치는 개그요소적인 기술이다. 원작에서, 롯드 앞부터 에너지를 방출하는 기술로 멸력은 약간 낮고, 타 전사같은 정화기가 된다.
- 핑크 슈가 하트 에이크
- 레인보우 더블 문 하트 에이크(세일러문과의 합체기술. 원작 제3기)
- 트윙클 옐 (원작 제 4기, 애니메이션에서 자주 사용) 도와줘 페가수스!
  - 크리스탈 카리용의 방울을 울리는 것으로, 페가수스(엘리오스)를 소환하는 기술. 애니에서는 페가수스를 소환하지 않으면, 세일러문이 필살기를 사용할 수 없어서, 매우 중요한 기술이다.
- 더블 세일러 문 킥
- 문 고져스 메디테이션 (원작 제 4기, SS 극장판)
- 문 크라이시스 파워 (애니 제 4기)
- 핑크 슈가 턱시도 어택 (턱시도 가면과의 합체기, 원작 《카구야히메의 연인》)
- 핑크 레이디스 프리징 키스(원작 제 5기)